# Powstanie w Iraku (1920)
Powstanie w Iraku – zryw Irakijczyków przeciwko imperium brytyjskiemu w 1920 roku.
Jednym z powodów wybuchu powstania było aresztowanie przez Brytyjczyków jednego z irackich szejków w mieście Rumajsa. Członkowie plemienia pojmanego szejka odbili go, rozbijając angielski garnizon w mieście. Walki przerodziły się w ogólnonarodowe powstanie, na czele którego stanął przywódca szyitów Muhammed ad-Din asz-Szirazi. 20 lipca 1920 roku w wyniku bitwy pod Arsijate Anglicy odzyskali utracony wcześniej garnizon, tracąc w walkach 625 zabitych i rannych. Jednak już trzy dni później, 23 lipca, w bitwie o Kefil powstańcy rozbili 800-osobowy oddział brytyjski, po czym odbili szereg miejscowości nad środkowym Eufratem. 6 sierpnia powstanie wybuchło także w Karbali, gdzie ogłoszono świętą wojnę. Walki toczono głównie w środkowej części kraju. Niepowodzeniem zakończyły się próby wywołania rebelii w Bagdadzie, gdzie Brytyjczycy aresztowali i rozstrzelali pięciu przywódców powstania. Pod koniec sierpnia Brytyjczycy zebrali w Iraku 150-tysięczną armię, która rozpoczęła likwidowanie poszczególnych punktów oporu powstańców. Po odzyskaniu większości miast w listopadzie 1920 roku odbito ostatni bastion powstańczy, Rumajsę, tłumiąc iracką rebelię.